# Kylesa
Kylesa est un groupe de heavy metal américain, originaire de Savannah, Géorgie, évoluant entre sludge, crust punk et psychédélisme. Depuis l'album Time Will Fuse Its Worth, le groupe est également célèbre du fait de ses deux batteurs.

## Biographie
Le groupe est formé en 2001 avec Cobra Kai et The Mugshots, et s'inspire du terme bouddhiste « kilesa mara », dénotant un état psychique délirant. Le guitariste et chanteur Phillip Cope, le bassiste Brian Duke et le batteur Christian Depken sont d'anciens membres du groupe de sludge metal Damad, auteur de deux albums dans les années 1990. Philip Cope est décrit comme le « père fondateur de la scène metal » de Savannah. Il se lance dans des groupes de punk hardcore à la fin des années 1980, et collabore dès 1992 avec des groupes comme Buzzov•en et Neurosis. Entre 1993 et 2001, Cope joue dans le groupe Damad. Pat Mathis du label Passive Fist label explique que Damas « a établi un son bien ancré -- dans toute la scène heavy. » Damad changent leur nom en Kylesa en 2001 et engagent Laura Pleasants.
Kylesa signe avec le label de metal indépendant Prosthetic Records et fait paraître son second album, To Walk a Middle Course, en 2005 aux côtés du batteur Brandon Baltzley. Après la sortie de l'album, Baltzley quitte le groupe, et est remplacé par deux autres batteurs, Jeff Porter et Carl McGinley. Le troisième album de Kylesa, Time Will Fuse Its Worth, est commercialisé durant la période de Halloween en 2006. Eric Hernandez remplace Porter et participe à Static Tensions, commercialisé en 2009. Deux chansons de cet album s'inspirent de l'assassinat de Jason Statts, un membre de Savannah. Ils participent à une tournée avec Mastodon après la sortie de l'album.
Le rédacteur David Peisner du magazine Spin les décrit comme des « titans dark psych-metal », pratiquant un « [son] agressif, mais avec une petite touche stoner qui rappelle Black Sabbath, Black Flag, et Pink Floyd à leurs débuts. » En 2010, le groupe recense 75 000 albums vendus. La même année, ils signent avec Season of Mist pour la sortie de leur album Spiral Shadow le 26 octobre. Une compilation intitulée From the Vaults, Vol. 1 parait la même année.
L'album Ultraviolet, est publié chez Season of Mist le 28 mai 2013. Pour la presse spécialisée, l'album est plus « lyrique et sonique » que ses prédécesseurs, et comprend plus de passages chantés par Laura Pleasants. En octobre 2015, le groupe publie son septième album, Exhausting Fire, chez Season of Mist.
En avril 2016, le groupe annonce via un post Facebook qu'ils vont entrer en pause indéterminée.
En août 2024, le groupe annonce leur retour sur scène au Roadburn Festival édition 2025 élargi à une tournée européenne des festivals dont une date le 22 juin 2025 au Hellfest .

## Membres

### Membres actuels
- Phillip Cope – chant, guitare (2001-2016; 2024 - présent)
- Laura Pleasants – chant, guitare (2001-2016; 2024 - présent)

### Anciens membres
- Brian Duke – basse, chant (2001)
- Christian Depken – batterie, percussions (2001–2004)
- Brandon Baltzley – batterie, percussions (2004–2005)
- Jason Cadwell – batterie, percussions (2005)
- Jeff Porter – batterie, percussions (2006–2007)
- Corey Barhorst – basse, chant, claviers (2001–2007, 2008–2011)
- Tyler Newberry – batterie, percussions (2007, 2010–2013)
- Chase Rudeseal – basse (2012–2015)
- Carl McGinley – batterie, percussions (2006–2016)
- Eric Hernandez – batterie, percussions (2008–2009, depuis 2013), basse (2011–2012)

### Membres de session
- Michael Redmond – basse (sur Kylesa)
- Javier Villegas – basse (sur Static Tensions, membre de tournée en 2008)
- Bobby Scandiffio – guitare, crickets (sur Time Will Fuse Its Worth)

## Discographie

### Albums studio
- 2002 : Kylesa
- 2005 : To Walk a Middle Course
- 2006 : Time Will Fuse Its Worth
- 2009 : Static Tensions
- 2010 : Spiral Shadow
- 2013 : Ultraviolet
- 2015 : Exhausting Fire

### EP
- 2004 : No Ending/110 Heat Index
- 2009 : Unknown Awareness

### Compilations
- 2012 : From the Vaults, Vol. 1